# 长叶肾蕨
长叶肾蕨（学名：Nephrolepis biserrata）为骨碎补科肾蕨属下的一个种。

## 扩展阅读
- 維基物種上的相關：长叶肾蕨